# Etorofus
Еторофець (Etorofus Matsushita, 1933) — рід жуків з родини Скрипунових.

## Етимологія назви
Назва роду «Etorofus» походить від японського 択捉島 (Еторофу-то) — назва одного із Курильських островів (нині окупований Російською Федерацією). Українська назва «Еторофець» — адаптація латинізованої японської назви.

## Розповсюдження
В Україні поширений 1 вид:
- Еторофець пухнастий – Etorofus pubescens Fabricius, 1787